# Kim Hawthorne

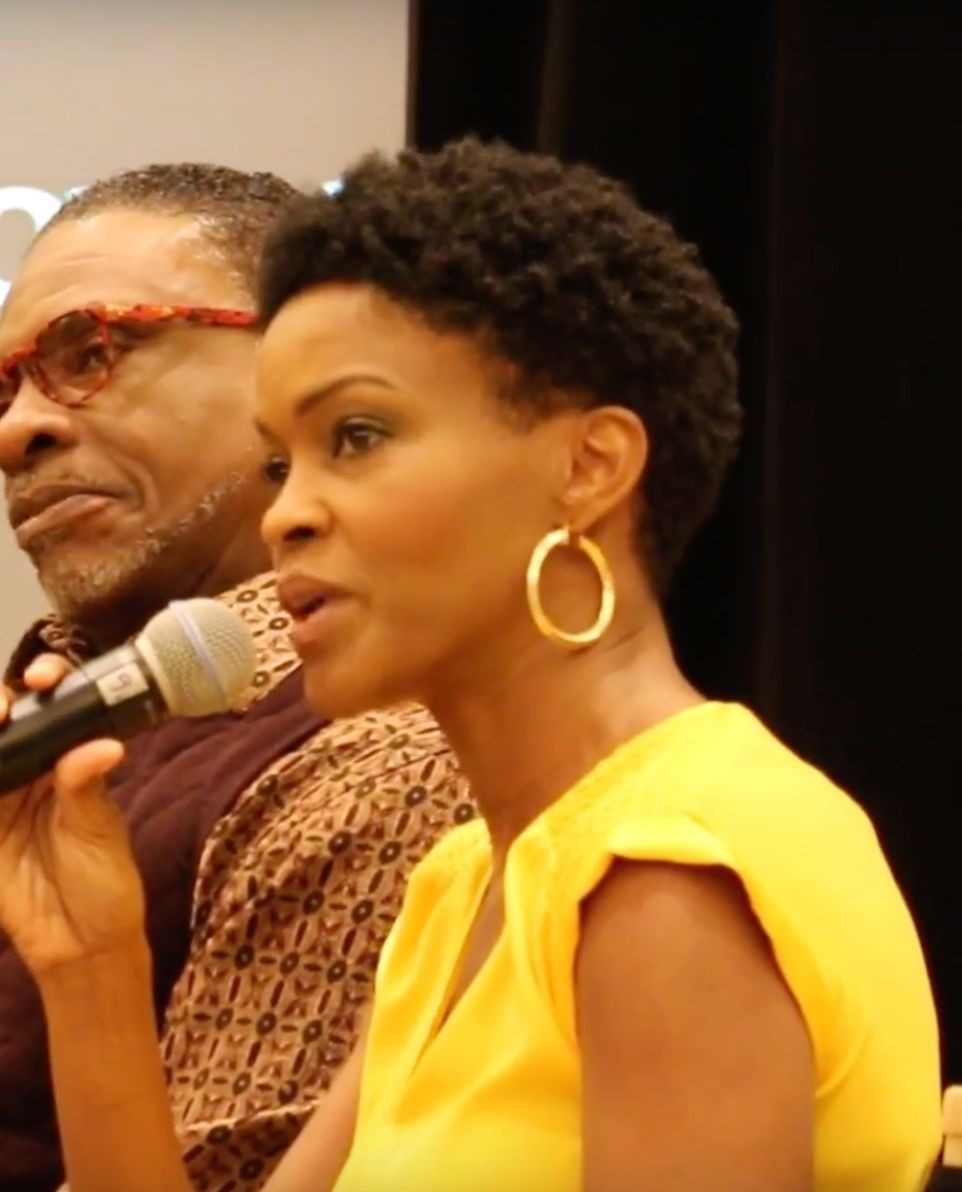
Kim Hawthorne (2017)

Kimberly „Kim“ Hawthorne (* 19. April 1968 in Jersey City, New Jersey) ist eine US-amerikanische Schauspielerin.

## Leben und Karriere
Kim Hawthorne wurde in Jersey City, im US-Bundesstaat New Jersey geboren. Sie hat einen Bachelor of Fine Arts in Musiktheater vom Birmingham-Southern College in Alabama. Danach begann ihre Theaterkarriere am Alliance Theatre in Atlanta, Georgia. Mitte der 1990er-Jahre zog es sie nach New York City, wo sie etwa in der Rolle der Queen im Musical The Life ihr Broadway-Debüt gab. Weitere Auftritte, auch am Off-Broadway, folgten.
Ihr Schauspieldebüt vor der Kamera gab Hawthorne 1991, damals noch wohnhaft in Atlanta, in einer kleinen Nebenrolle in der Serie In der Hitze der Nacht. 1997 war sie eine Zeit lang als Dana Kramer in der Seifenoper Another World zu sehen. Seitdem folgte eine ganze Reihe von Gastauftritten im US-Fernsehen, darunter Night Man, Outer Limits – Die unbekannte Dimension, Stargate – Kommando SG-1, Dark Angel, Just Cause, Twilight Zone, The L Word – Wenn Frauen Frauen lieben, Welcome, Mrs. President, CSI: Miami, Law & Order: LA, It’s Always Sunny in Philadelphia, Rizzoli & Isles, Southland, Castle, Navy CIS: L.A., Switched at Birth, Rosewood, Criminal Minds, How to Get Away with Murder oder The Good Doctor.
Regelmäßig war Hawthorne auch bereits in Serien-Nebenrollen zu sehen, etwa als Theo in Jeremiah – Krieger des Donners, von 2000 bis 2005 als Det. Rose Williams in Da Vinci’s Inquest, als Ellen in Lucky Louie, 2007 als Jada Temple in Die Geheimnisse von Whistler oder 2014 als Gloria Barzman in Rake. Seit 2016 spielt sie als Kerissa Greenleaf eine der Hauptrollen in der Serie Greenleaf.
Ihre Filmauftritte umfassen Werke wie Crime is King, Im Netz der Spinne, Riddick: Chroniken eines Kriegers oder Kiss the Coach. Hawthorne war seit dem Beginn ihrer Karriere bislang in mehr als 70 Film- und Fernsehproduktionen zu sehen.

## Filmografie (Auswahl)
- 1991–1994: In der Hitze der Nacht (In the Heat of the Night, Fernsehserie, 3 Episoden, verschiedene Rollen)
- 1992: I’ll Fly Away (Fernsehserie, Episode 2x01)
- 1994: Drop Squad
- 1994–1995: All My Children (Fernsehserie, 3 Episoden)
- 1996–1999: Millennium – Fürchte deinen Nächsten wie dich selbst (Fernsehserie, 2 Episoden)
- 1997: Another World (Fernsehserie, 39 Episoden)
- 1998: Ein Pastor startet durch (Soul Man, Fernsehserie, Episode 2x12)
- 1998: Cosby (Fernsehserie, Episode 3x05)
- 1999: Night Man (Fernsehserie, Episode 2x21)
- 1999: Outer Limits – Die unbekannte Dimension (Outher Limits, Fernsehserie, Episode 5x15)
- 1999: First Wave – Die Prophezeiung (First Wave, Fernsehserie, Episode 2x09)
- 1999: The Wonder Cabinet (Fernsehfilm)
- 1999–2001: NASCAR Racers (Fernsehserie, 26 Episoden, Stimme)
- 1991–2001: Spider-Man Unlimited (Fernsehserie, 8 Episoden, Stimme)
- 2000: Stargate – Kommando SG-1 (Stargate SG-1, Fernsehserie, Episode 4x10)
- 2000–2001: Dark Angel (Fernsehserie, 3 Episoden)
- 2000–2005: Da Vinci’s Inquest (Fernsehserie, 44 Episoden)
- 2001: Mysterious Ways (Fernsehserie, Episode 1x21)
- 2001: Crime is King
- 2001: Spot
- 2001: Im Netz der Spinne (Along Came a Spider)
- 2001: Night Visions (Fernsehserie, Episode 1x01)
- 2001: Die Unicorn und der Aufstand der Elfen (Voyage of the Unicorn, Fernsehfilm)
- 2001–2002: Mary-Kate and Ashley in Action! (Fernsehserie, 7 Episoden, Stimme)
- 2001–2002: Alienators: Evolution Continues (Fernsehserie, 18 Episoden, Stimme)
- 2002: Just Cause (Fernsehserie, Episode 1x04)
- 2002: Der Fall John Doe! (John Doe, Fernsehserie, Episode 1x04)
- 2002: Twilight Zone (Fernsehserie, Episode 1x16)
- 2002–2003: Jeremiah – Krieger des Donners (Jeremiah, Fernsehserie, 8 Episoden)
- 2003: Gadget and the Gadgetinis (Fernsehserie, 45 Episoden, Stimme)
- 2004: The L Word – Wenn Frauen Frauen lieben (The L Word, Fernsehserie, 2 Episoden)
- 2004: 10.5 – Die Erde bebt (10.5, Mini-Serie, 2 Episoden)
- 2004: Riddick: Chroniken eines Kriegers (The Chronicles of Riddick)
- 2005: Fugitives Run
- 2005: Welcome, Mrs. President (Fernsehserie, 2 Episoden)
- 2006–2007: Lucky Louie (Fernsehserie, 13 Episoden)
- 2007: Die Geheimnisse von Whistler (Whistler, Fernsehserie, 11 Episoden)
- 2009: CSI: Miami (Fernsehserie, Episode 7x14)
- 2010: Men of a Certain Age (Fernsehserie, Episode 2x02)
- 2011: Law & Order: LA (Fernsehserie, Episode 1x19)
- 2011: Schatten der Leidenschaft (The Young and the Restless, Fernsehserie, 5 Episoden)
- 2011: Hawthorne (Fernsehserie, Episode 3x08)
- 2011: It’s Always Sunny in Philadelphia (Fernsehserie, Episode 7x04)
- 2011: Private Practice (Fernsehserie, Episode 5x07)
- 2012: Broken Kingdom
- 2012: Rizzoli & Isles (Fernsehserie, Episode 3x12)
- 2012: Kiss the Coach
- 2013: Southland (Fernsehserie, Episode 5x03)
- 2014: Castle (Fernsehserie, 10 Episoden)
- 2015: Castle (Fernsehserie, Episode 7x11)
- 2015: Navy CIS: L.A. (NCIS: Los Angeles, Fernsehserie, Episode 6x14)
- 2015: Switched at Birth (Fernsehserie, 4 Episoden)
- 2016: Rosewood (Fernsehserie, Episode 2x07)
- 2016–2020: Greenleaf (Fernsehserie)
- 2017: Criminal Minds (Fernsehserie, Episode 13x08)
- 2018: How to Get Away with Murder (Fernsehserie, 2 Episoden)
- 2019: Navy CIS: New Orleans (NCIS: New Orleans, Fernsehserie, Episode 6x03)
- 2020: The Good Doctor (Fernsehserie, Episode 3x19)
- 2022: Navy CIS: Hawaiʻi (NCIS: Hawaiʻi, Fernsehserie, Episode 1x10)
- 2022: SEAL Team (Fernsehserie, 7 Episoden)
- 2022: The Lincoln Lawyer (Fernsehserie)